# Tanah Laut
Tanah Laut (indonez. Kabupaten Tanah Laut) – kabupaten w indonezyjskim Borneo Południowym. Jego ośrodkiem administracyjnym jest Pelaihari.
Kabupaten ten leży w południowej części prowincji, nad Morzem Jawajskim.
W 2010 roku kabupaten ten zamieszkiwało 296 333 osób, z czego 70 271 stanowiła ludność miejska, a 226 062 ludność wiejska. Mężczyzn było 152 385, a kobiet 143 948. Średni wiek wynosił 26,61 lat.
Kabupaten ten dzieli się na 11 kecamatanów:
- Bajuin
- Bati-Bati
- Batu Ampar
- Bumi Makmur
- Jorong
- Kintap
- Kurau
- Panyipatan
- Pelaihari
- Takisung
- Tambang Ulang